# Горличка сірогруда
Горличка сірогруда (Leptotila cassinii) — вид голубоподібних птахів родини голубових (Columbidae). Мешкає в Мексиці, Центральній Америці і Колумбії. Вид названий на честь американського орнітолога Джона Кессіна.

## Опис

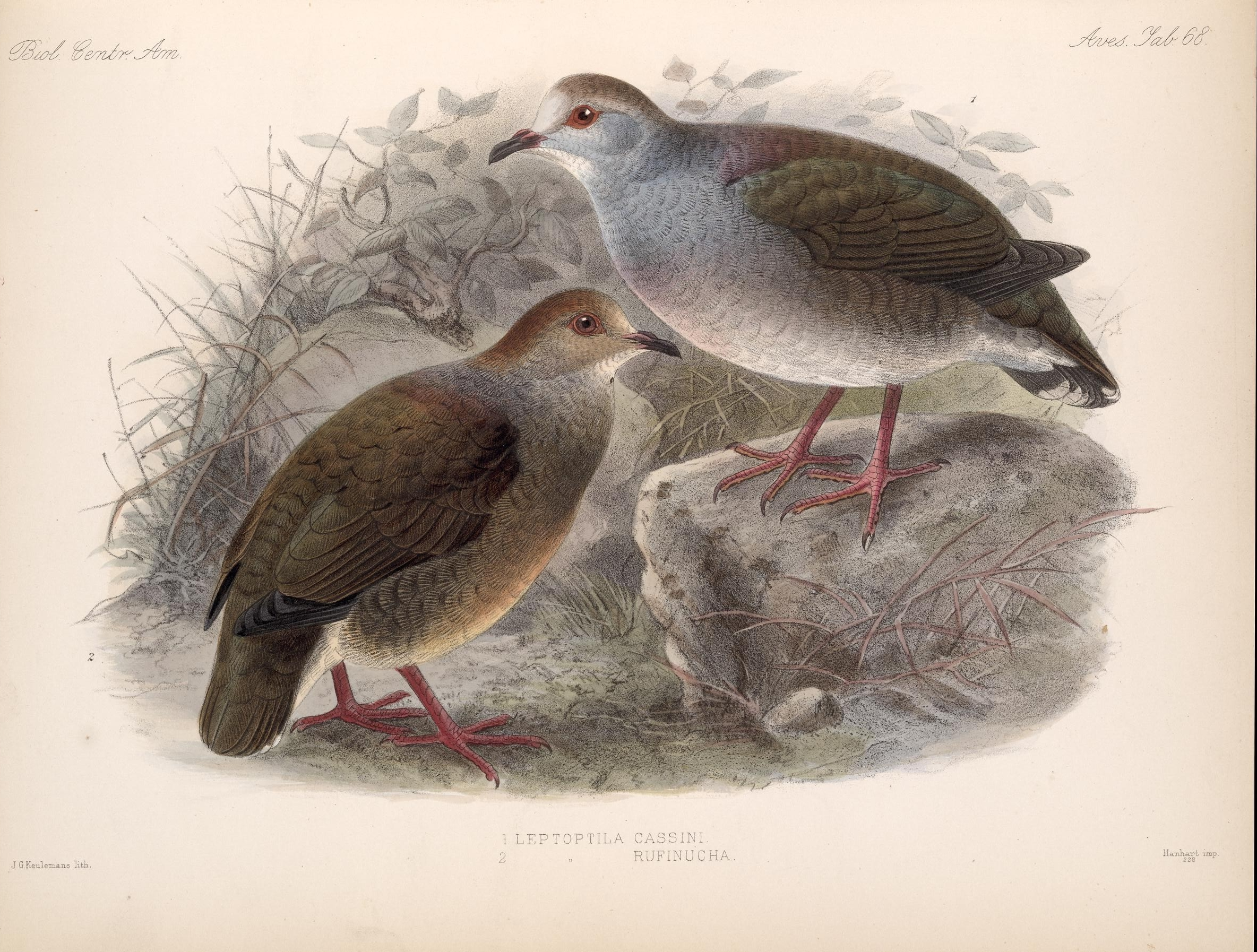
Сірогруді горлички

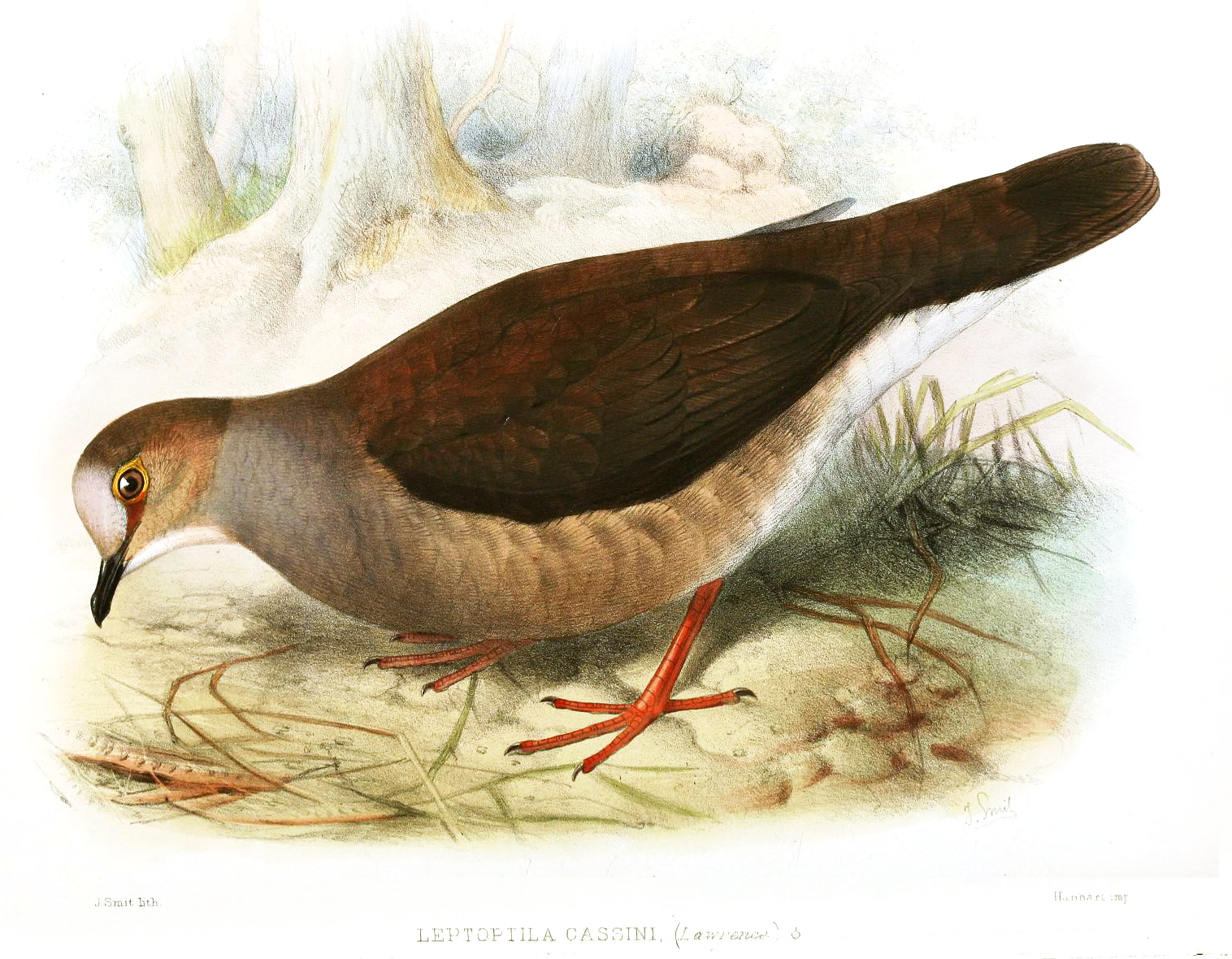
Сірогруда горличка

Довжина птаха становить 22,5-28 см, вага 132-179 г. У представників номінативного підвиду лоб і обличчя рожевувато-сірі, тім'я і потилиця темно-коричневі, задня частина шиї має сірувато-фіолетий металевий відблиск. Верхня частина тіла оливково-коричнева, верхня частина спини мають зелений або пурпуровий металевий відблиск. Хвіст темний, крайні стернові пера на кінці білі. Горло біле, груди рудувато-сірі, живіт рудуватий. Очі жовті, навколо очей плями голої сірої, спереду і ззаду червонуватої шкіри. Лапи червоні. самиці мають дещо тьмінше забарвлення. Представники підвиду L. c. rufinucha мають блідіше забарвлення, ніж представники номінативного підвиду, груди у них пурпурові, тім'я і потилиця іржасто-охристі. Представники підвиду L. c. cerviniventris мають подібне забарвлення, груди у них мають силький пурпурово-рожевий відтінок.

## Підвиди
Виділяють три підвиди:
- L. c. cerviniventris Sclater, PL & Salvin, 1868 — карибські схили від південно-східної Мексики (Чіапас) до західної Панами;
- L. c. rufinucha Sclater, PL & Salvin, 1873 — південно-західна Коста-Рики і північно-західна Панама (Чирикі);
- L. c. cassinii Lawrence, 1867 — східна Панама і північна Колумбія (долини Кауки і Магдалени).

## Поширення і екологія
Сірогруді горлички мешкають в Мексиці, Гватемалі, Белізі, Гондурасі, Нікарагуа, Коста-Риці, Панамі і Колумбії. Вони живуть у вологих рівнинних тропічних лісах. Зустрічаються на висоті до 1400 м над рівнем моря. Живляться насінням і комахами, яких шукають в лісовій підстилці. Сезон розмноження в Коста-Риці триває з лютого по травень і з липня по вересень, в Панамі з лютого по вересень, в Колумбії з січня по квітень. Гніздо являє собою невелику платформу з гілочок, розміщується на висоті від 1 до 3 м над землею. В кладці 2 яйця.